# 小珠薏苡
小珠薏苡（学名：Coix puellarum）为禾本科薏苡属下的一个种。

## 扩展阅读
- 維基物種上的相關：小珠薏苡